# Primordiální černé díry
Primordiální černé díry jsou hypotetické objekty, které by měly v našem vesmíru údajně existovat. Mělo by se zpravidla jednat o černé díry menších rozměrů, než mají klasické hvězdné černé díry.
- Údajně vznikaly v raných fázích vývoje vesmíru[1], a to přesněji v prvních vteřinách po velkém třesku, následkem náhodných masivních zhuštěnin hmoty.

- O primordiálních černých děrách se tvrdí, že by mohly být důležitou součástí temné hmoty[2], která tvoří podstatnou část hmoty v našem vesmíru.

- Problémem je to, že nemáme žádné důkazy o tom, že tyto černé díry opravdu existují, tudíž je jejich existence předpokládána, ale není dokázána[3].